# Messier 93
Messier 93 (również M93 lub NGC 2447) – gromada otwarta położona w gwiazdozbiorze Rufy w odległości 3600 lat świetlnych od Ziemi. Została odkryta w 1781 roku przez Charles’a Messiera.
Messier 93 ma średnicę kątową 22', rzeczywistą – ok. 20–25 lat świetlnych. Obserwowana wielkość gwiazdowa M93 to 6m.